# Pedro Pichardo
Pour les articles homonymes, voir Pichardo.
Pedro Pablo Pichardo (né le 30 juin 1993 à Santiago de Cuba) est un athlète cubain naturalisé portugais en 2017, spécialiste du triple saut, champion olympique à Tokyo en 2021, champion du monde à Eugene en 2022 et champion d'Europe à Munich en 2022.

## Biographie

### Débuts
Il se révèle en 2012 en remportant la médaille d'or du triple saut lors des Championnats du monde juniors de Barcelone. Auteur d'un nouveau record personnel avec un essai à 16,79 m constituant la meilleure performance mondiale junior de l'année, il devance sur le podium le Russe Artem Primak et le Bahaméen Latario Collie-Minns.
En février 2013, Pedro Pichardo dépasse pour la première fois la ligne des 17 m en établissant la marque de 17,16 m (vent nul) à La Havane. Début juin, toujours à La Havane, il établit la meilleure performance mondiale de l'année avec un saut à 17,69 m (+1,2 m/s). Le 18 août 2013, il se classe deuxième des championnats du monde d'athlétisme, à Moscou, derrière le Français Teddy Tamgho, avec un saut à 17,68 m.
Il remporte la médaille de bronze des championnats du monde en salle de 2014, à Sopot en Pologne, avec la marque de 17,24 m. Il établit par ailleurs la meilleure performance mondiale de l'année 2014 avec un saut à 17,76 m en février, en plein air, à La Havane.

### Barrière des 18 mètres (2015)

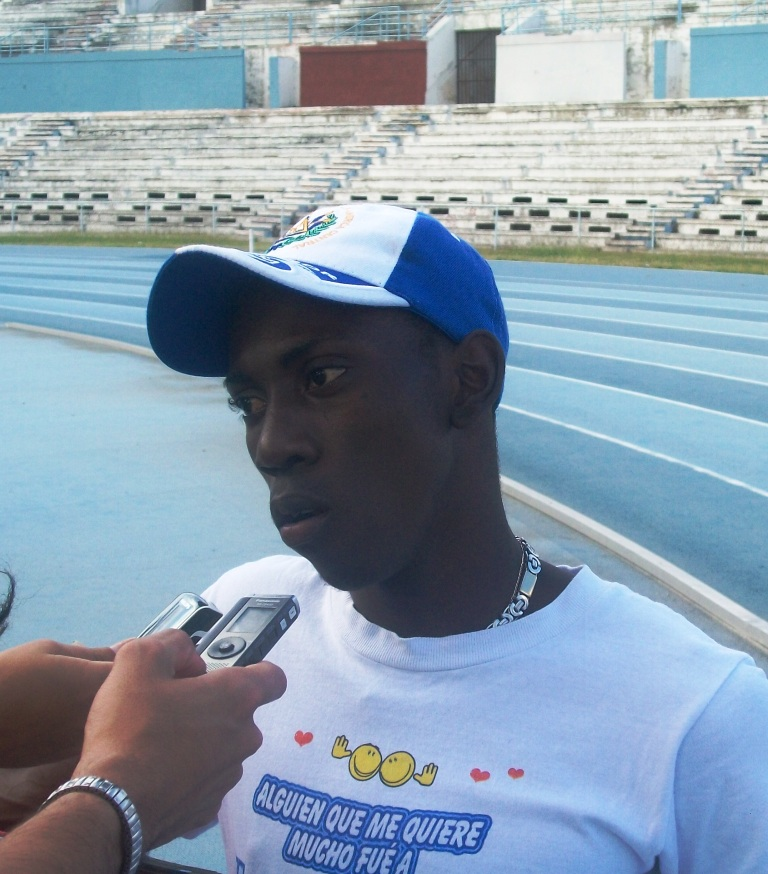
Pedro Pablo Pichardo répondant à une interview en 2013.

Le 8 mai 2015, à La Havane, Pedro Pichardo établit un nouveau record de Cuba du triple saut avec un saut à 17,94 m, améliorant de 9 cm l'ancienne marque nationale détenue depuis 1997 par Yoelbi Quesada. Une semaine plus tard, le 15 mai lors du meeting de Doha, première étape de la Ligue de diamant 2015, il dépasse pour la première fois de sa carrière la limite des 18 mètres avec un saut à 18,06 m, devenant le troisième meilleur performeur de tous les temps, derrière le Britannique Jonathan Edwards (18,29 m) et l'Américain Kenny Harrison (18,09 m). Lors de ce concours, l'Américain Christian Taylor se classe deuxième avec 18,04 m. Le 28 mai, à La Havane, il améliore une nouvelle fois le record de Cuba en établissant la marque de 18,08 m (vent nul). Fin juillet, à Toronto, il remporte le titre des Jeux panaméricains avec la marque de 17,54 m. Il devient à nouveau vice-champion du monde en août lors des Championnats du monde de Pékin avec un saut à 17,73 m, derrière Christian Taylor (18,21 m) qui lui prend également la place de troisième meilleur performeur de tous les temps.
Le 26 février 2016, il renonce aux Championnats du monde en salle de Portland, souffrant d'une blessure à la cheville droite. Il ne participe finalement à aucune compétition durant la saison à cause de cette blessure et déclare forfait pour les Jeux olympiques de Rio.

### Saison 2017

#### Tensions avec sa fédération
En avril 2017, Pedro Pablo Pichardo part en stage national à Stuttgart en Allemagne mais décide de déserter le camp d'entrainement sans laisser aucune nouvelle ni de trace, sa chambre d'hôtel ayant été trouvée complètement vide. En conséquence, il est interdit pour lui de participer aux championnats du monde de Londres puisque les lois à Cuba l'empêchent de revenir sur le territoire avant 8 ans, soit 2025. Il doit ainsi, comme Orlando Ortega, Javier Sotomayor ou encore tout récemment Alexis Copello, trouver une nouvelle nationalité pour pouvoir revenir sur les sautoirs.
Le 26 avril, il signe au club du Benfica au Portugal et attend sa naturalisation. Il reprend la compétition le 18 juin 2017 à Lisbonne, après presque 2 ans d'arrêt (dernière compétition à Bruxelles en septembre 2015) : il s'impose avec un saut à 17,04 m, performance honorable, devant Alexis Copello (16,85 m) et Tosin Oke (16,34 m). Il l'améliore à Paris avec 17,05 m puis à Lausanne avec 17,60 m.

#### Nationalité portugaise
Le 7 décembre 2017, Pedro Pablo Pichardo obtient la nationalité portugaise. Il attend désormais que la naturalisation soit ratifiée par l'IAAF, afin de participer à des championnats sous les couleurs de son nouveau pays. Il a désormais l'intention de retrouver son niveau des 18 mètres, mais d'aussi battre les record du Portugal de la discipline, détenus par Nelson Évora (17,74 m en plein air et 17,40 m en salle).

### Saison 2018
Le 8 février 2018, pour sa rentrée en salle à Madrid, il saute 17,01 m et termine 3e. Dix jours plus tard, il devient champion du Portugal avec 17,19 m. Le 4 mai à Doha, il bat d'entrée le record du Portugal en plein air de Nelson Évora avec un saut à 17,95 m.

### Saison 2019
Il se classe 4e des championnats du monde 2019 à Doha avec 17,62 m, pour sa première compétition internationale sous les couleurs portugaises.

### Champion olympique (2021)
Aux championnats d'Europe en salle de Toruń, en Pologne, Pedro Pichardo décroche la médaille d'or avec un triple bond à 17,30 m établi à son premier essai. Il devance Alexis Copello, ancien cubain qui concourt désormais pour l'Azerbaïdjan, et l'Allemand Max Heß.
Le 6 juillet 2021, il s'impose lors du meeting de Székesfehérvár avec un bond à 17,92 m, ce qui lui permet d'établir la meilleure performance mondiale de l'année devant le Burkinabé Hugues-Fabrice Zango.
Lors des Jeux olympiques de Tokyo, Pedro Pichardo s'adjuge la médaille d'or en établissant un nouveau record du Portugal à son 3e essai avec 17,98 m, après avoir réalisé 17,61 m à ses deux premiers essais. Il devance sur le podium Zhu Yaming et Hugues Fabrice Zango.
Après ses succès obtenus lors des meetings de Gateshead et d'Eugene, il remporte la finale de la Ligue de diamant 2021, à Zurich, avec la marque de 17,70 m.

### Champion du monde et champion d'Europe (2022)

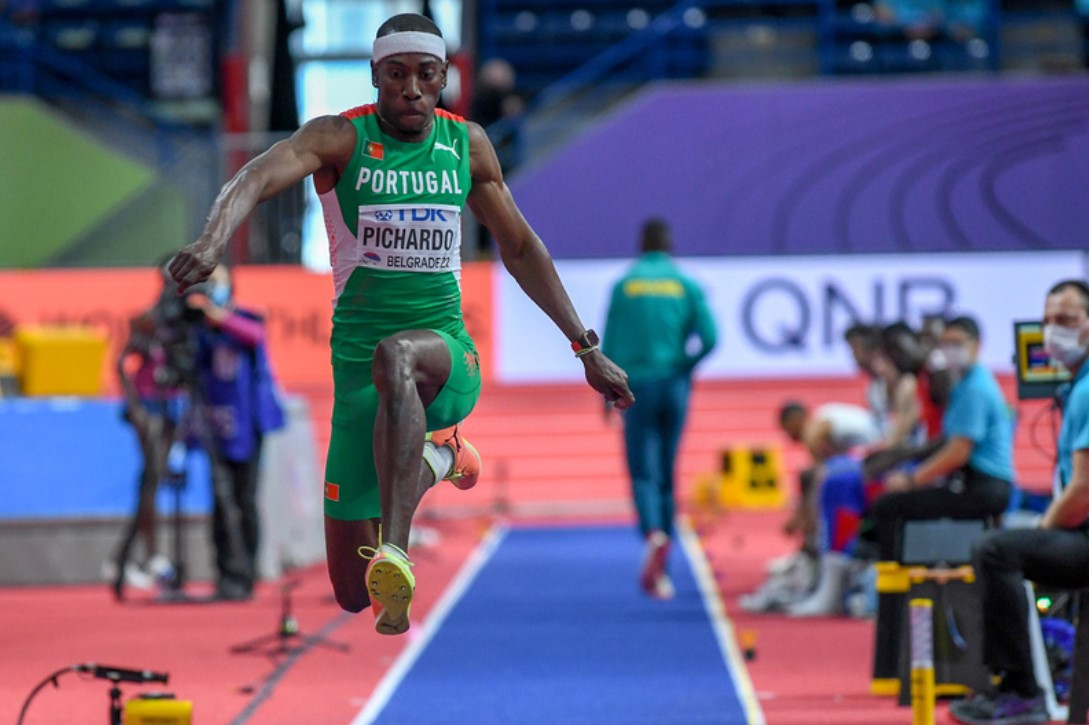
Pedro Pichardo lors des championnats du monde en salle 2022.

Lors des championnats du monde en salle, à Belgrade, Pedro Pichardo établit un nouveau record du Portugal en finale avec 17,46 m pour remporter la médaille d'argent, devancé par son ex-compatriote Lázaro Martínez qui s'impose avec la marque de 17,64 m.
Le 23 juillet 2022, il remporte le titre des championnats du monde 2022, à Eugene, en établissant la meilleure performance mondiale de l'année avec 17,95 m dès son entrée dans le concours. Auteur par la suite de 17,92 m, 17,57 m et de 17,51 m, il devance sur le podium Hugues Fabrice Zango (17,55 m) et le Chinois Zhu Yaming (17,31 m).
Près d'un mois plus tard à Munich, le Portugais est sacré champion d'Europe en plein air pour la première fois de sa carrière, en réussissant un triple bond à 17,50 m.

### Deuxième titre européen en salle (2023)
Aux championnats d'Europe en salle d'Istanbul en mars 2023, Pichardo améliore dès les qualifications son record du Portugal en salle avec un triple saut à 17,48 m. En finale, il porte son record à 17,60 m, gagnant ainsi son deuxième titre européen consécutif en salle, avec plus d'un mètre d'avance sur le deuxième, le Grec Nikólaos Andrikópoulos.
Une blessure au dos l'amène à renoncer à participer aux championnats du monde de Budapest.
Aux Jeux olympiques de 2024, il échoue pour 2 cm à conserver son titre olympique, face à l'Espagnol Jordan Díaz.

## Palmarès
| Date                     | Compétition                       | Lieu              | Résultat          | Marque            |
| Représentant Cuba        | Représentant Cuba                 | Représentant Cuba | Représentant Cuba | Représentant Cuba |
| ------------------------ | --------------------------------- | ----------------- | ----------------- | ----------------- |
| 2012                     | Championnats du monde juniors     | Barcelone         | 1er               | 16,79 m           |
| 2013                     | Championnats du monde             | Moscou            | 2e                | 17,68 m           |
| 2013                     | Ligue de diamant                  | Ligue de diamant  | 3e                | détails           |
| 2014                     | Championnats du monde en salle    | Sopot             | 2e                | 17,24 m           |
| 2015                     | Jeux panaméricains                | Toronto           | 1er               | 17,54 m           |
| 2015                     | Championnats du monde             | Pékin             | 2e                | 17,73 m           |
| 2015                     | Ligue de diamant                  | Ligue de diamant  | 2e                | détails           |
| 2017                     | Ligue de diamant                  | Ligue de diamant  | 3e                | 17,32 m           |
| Représentant le Portugal |                                   |                   |                   |                   |
| 2018                     | Ligue de diamant                  | Ligue de diamant  | 1er               | 17,49 m           |
| 2019                     | Championnats d'Europe par équipes | Sandnes           | 1er               | 16,98 m           |
| 2019                     | Ligue de diamant                  | Ligue de diamant  | 7e                | 16,32 m           |
| 2019                     | Championnats du monde             | Doha              | 4e                | 17,62 m           |
| 2021                     | Championnats d'Europe en salle    | Toruń             | 1er               | 17,30 m           |
| 2021                     | Jeux olympiques                   | Tokyo             | 1er               | 17,98 m           |
| 2021                     | Ligue de diamant                  | Ligue de diamant  | 1er               | Triple saut       |
| 2022                     | Championnats du monde en salle    | Belgrade          | 2e                | 17,46 m           |
| 2022                     | Championnats du monde             | Eugene            | 1er               | 17,95 m           |
| 2022                     | Championnats d'Europe             | Munich            | 1er               | 17,50 m           |
| 2023                     | Championnats d'Europe en salle    | Istanbul          | 1er               | 17,60 m           |
| 2024                     | Championnats d'Europe             | Rome              | 2e                | 18,04 m           |
| 2024                     | Jeux olympiques                   | Paris             | 2e                | 17,84 m           |

## Records
| Épreuve     | Épreuve   | Marque       | Lieu      | Date        |
| ----------- | --------- | ------------ | --------- | ----------- |
| Triple saut | Plein air | 18,08 m (NR) | La Havane | 28 mai 2015 |
| Triple saut | En salle  | 17,60 m (NR) | Istanbul  | 3 mars 2023 |